# Иордаке, Василе
Василе Иордаке (рум. Vasile Iordache, род. 9 октября 1950, Яссы) — румынский футболист, игравший на позиции вратаря. Большую часть карьеры выступал за клуб «Стяуа». Участник чемпионата Европы 1984 года в составе национальной сборной Румынии.

## Клубная карьера
Василе Иордаке родился 5 ноября 1946 года в Яссах, Румыния, и начал играть в футбол в юниорском центре местного клуба «Политехника» под руководством тренера Михая Барсана, дебютировав в чемпионате Румынии 24 августа 1969 года в гостевом матче против «Фарула», который закончился поражением со счетом 2:0. В 1972 году он перешёл в «Стяуа», где многому научился у тренера вратарей команды Иона Войнеску. Иордаке завоевал два титула чемпионата страны под руководством тренера Эмерика Енея, который использовал его в 13 матчах в первой чемпионской кампании и в 14 — за второй. Василе также выиграл два Кубка Румынии, отыграв все 90 минут в финале 1976 года, в котором он сохранил ворота сухими против «Галаца». В финале 1979 года вратарь вышел на поле вместо Рэку Рэдукану на 84-й минуте в матче против «Спортул Студенцеска» (3:0).
Примечательный эпизод с Василе случился в матче против «Арджеша», когда он расстроился из-за плохой игры защитников и покинул поле во время игры после пропущенного гола, в связи с чем был заменён на Думитру Морару. За время, проведённое в составе «армейцев», Иордаке в общей сложности 231 раз вышел на поле в чемпионате, сыграл 9 игр в европейских соревнованиях, конкурируя в течение 12 сезонов с другими вратарями сборной, такими как Нарчис Коман, Кароль Хайду, Думитру Морару и Рэку Рэдукану. Однако обрести более частую игровую практику Василе мешали частые различные мелкие травмы, такие как вывихи плеч, переломы, гепатит и поясничный остеохондроз. После этого вратарь отправился играть за «Брашов», за который и провёл свой последний матч в чемпионате 20 ноября 1985 года в матче против тимишоарской «Политехники» (0:2), отыграв в общей сложности 271 матч в этом соревновании.

## Карьера в сборной
Василе Иордаке сыграл на международном уровне 23 матча за сборную Румынии, в которых пропустил 27 голов, дебютировав 12 мая 1976 года под руководством тренера Штефана Ковача в проигранном матче против Болгарии (0:1) в финале Кубка Балкан 1973-76. Затем он сыграл три игры в успешном Балканском кубке 1977-80, отыграв оба победных матча против Югославии (4:3). Вратарь также сыграл четыре игры в отборочных матчах чемпионата мира 1982 года, в том числе в обоих матчах на стадионе Уэмбли против Англии, завершившихся со счётом 2:1 дома и 0:0 в гостях, за свои сэйвы в последнем матче был назван «Героем Уэмбли» и получил 10 баллов в газете Sportul. Он утверждает, что после игры с Англией получил предложение от клуба «Ноттингем Форест», недавно выигравшего два подряд титула Кубка европейских чемпионов, но не смог принять предложение, поскольку трансферы за пределы страны были запрещены коммунистическим режимом Румынии. Иордаке был включён Мирчей Луческу в состав сборной Румынии на финальный турнир Евро-1984, но не играл, так как основными вратарями были Силвиу Лунг и Думитру Морару. Его последнее появление за национальную сборную состоялось 31 июля 1984 года в товарищеском матче, который закончился победой со счётом 1:0 против Китая.
За то, что Иордаке представлял свою страну на финальном турнире Евро-1984, 25 марта 2008 года президент Румынии Траян Бэсеску наградил его орденом «Meritul Sportiv» (Медалью «За спортивные заслуги») III степени.

## Тренерская карьера
В 1986 году Иордаке вернулся в «Стяуа» в качестве тренера вратарей, приняв участие в завоевании Кубка европейских чемпионов 1985/1986 и Суперкубка УЕФА 1986 года. В 1990 году он был назначен главным тренером клуба «Университатя» Клуж-Напока, возглавляя команду с 5-го по 17-й раунд сезона 1990/1991. Год спустя Василе вернулся в «Стяуа» в качестве помощника тренера. В 1994 году Иордаке покинул Румынию и в течение восьми лет тренировал различные команды в Объединённых Арабских Эмиратах, вернувшись в «Стяуа» в 2002 году и присоединившись к тренерскому штабу команды клуба до 21 года. С 2003 года он входил в технический состав Космина Олэрою в «Национале», «Политехнике», снова «Стяуа» и «Аль-Садде».

## Личная жизнь
Сын Василе Иордаке, Андрей, также был футболистом, игравшим на позиции вратаря в низших лигах Румынии.

## Достижения
«Стяуа»
- Чемпион Румынии (2): 1975/1976, 1977/1978
- Обладатель Кубка Румынии (2): 1975/1976, 1978/1979